# Gurs
Gurs è un comune francese di 442 abitanti, situato nel dipartimento dei Pirenei Atlantici nella regione della Nuova Aquitania, noto per avere ospitato nella Francia pre-bellica e bellica uno dei più vasti campi di internamento costruiti in territorio francese, il cosiddetto campo di internamento di Gurs, situato a poca distanza a nord del paese. Il campo è oggi luogo di visita e di incontri; un piccolo museo e un memoriale accolgono i numerosi visitatori.
Il territorio del comune è bagnato dalla gave d'Oloron.

## Società

### Evoluzione demografica
Abitanti censiti